# Фелтон (Пенсильвания)
Фелтон (англ. Felton) — боро в округе Йорк, штат Пенсильвания, США. В 2010 году в боро проживало 506 человек.

## Географическое положение и транспорт

Боро Фелтон на карте округа Йорк

Боро расположено в центре округа Йорк в 20 км на юго-восток от города Йорк. По данным Бюро переписи населения США Фелтон имеет площадь 1,55 квадратных километра. Боро окружено тремя тауншипами Ченсворд, Уиндзор и Норт-Хоупвел, оно находится в долине реки Мадди-Крик.

## История
Боро Фелтон было инкорпорировано в 1899 году. Первым поселенцем был Томас Кросс, который открыл на месте Фелтона магазин около 1850 года

## Население
По данным переписи 2010 года население Фелтона составляло 506 человек (из них 50,0 % мужчин и 50,0 % женщин), в боро было 189 домашних хозяйств и 152 семьи. Расовый состав: белые — 98,8 %, афроамериканцы — 0,6 % и представители двух и более рас — 0,6 %. На 2014 год население боро Фелтон было распределено по происхождению следующим образом: 11,0 % — американское, 44,2 % — немецкое, 9,0 % — ирландское, 5,8 % — итальянское происхождение.
Население города по возрастному диапазону по данным переписи 2010 года распределилось следующим образом: 23,7 % — жители младше 18 лет, 4,2 % — между 18 и 21 годами, 59,5 % — от 21 до 65 лет и 12,6 % — в возрасте 65 лет и старше. Средний возраст населения — 38,8 года. На каждые 100 женщин в Фелтоне приходилось 100,0 мужчин, при этом на 100 совершеннолетних женщин приходилось уже 96,9 мужчин сопоставимого возраста.
Из 189 домашних хозяйств 80,4 % представляли собой семьи: 66,1 % совместно проживающих супружеских пар (27,5 % с детьми младше 18 лет); 7,4 % — женщины, проживающие без мужей и 6,9 % — мужчины, проживающие без жён. 19,6 % не имели семьи. В среднем домашнее хозяйство ведут 2,68 человека, а средний размер семьи — 2,96 человека. В одиночестве проживали 16,4 % населения, 5,9 % составляли одинокие пожилые люди (старше 65 лет).
| 1900 | 1910 | 1920 | 1930 | 1940 | 1950 | 1960 | 1970 | 1980 | 1990 | 2000 | 2010 |
| ---- | ---- | ---- | ---- | ---- | ---- | ---- | ---- | ---- | ---- | ---- | ---- |
| 226  | 241  | 344  | 409  | 421  | 429  | 430  | 425  | 483  | 438  | 449  | 506  |

## Экономика
В 2014 году из 443 человек старше 16 лет имели работу 265. При этом мужчины имели медианный доход в 45 833 долларов США в год против 40 714 долларов среднегодового дохода у женщин. В 2014 году медианный доход на семью оценивался в 60 625 $, на домашнее хозяйство — в 58 594 $. Доход на душу населения — 23 804 $ в год. 8,5 % от всего числа семей в Фелтоне и 13,7 % от всей численности населения находилось на момент переписи за чертой бедности.